# Тунфан
Тунфан ((chinois :東方畫會), лат. Ton Fan Group) — общее название тайваньских художественных авангардистских движений 1950-х — начала 1960-х годов, основано художником Хо Каном в 1956 году в Тайбэе. Также известно как Société de Peinture de l’Orient, Eastern Painting Society, Eastern Art Group, Orient Movement, Dongfang Huahui. Создание этой группы сыграло важную роль в развитии тайваньского искусства и в истории китайского искусства XX века.
Это художественное движение, признанное во всем мире, которое позволило, прежде всего благодаря Хо Кан, зародиться современному китайскому искусству, которое противостояло традиционным академиям изящных искусств, точно так же, как это было для импрессионисты во Франции с Клодом Моне или Франческо Филиппини в Италии с «Филиппинизмом».

## Музеи
- Китайский национальный художественный музей[англ.] в Пекине
- Музей современного искусства (MOMA) в Нью-Йорке
- Музей искусств Метрополитен и публичная библиотека Нью-Йорка
- Музей современного искусства в Барселоне
- Национальный исторический музей, Тайбэй, Тайвань
- Национальный художественный музей Тайваня[англ.], Тайчжун, Тайвань